# Tornbjerg Sogn

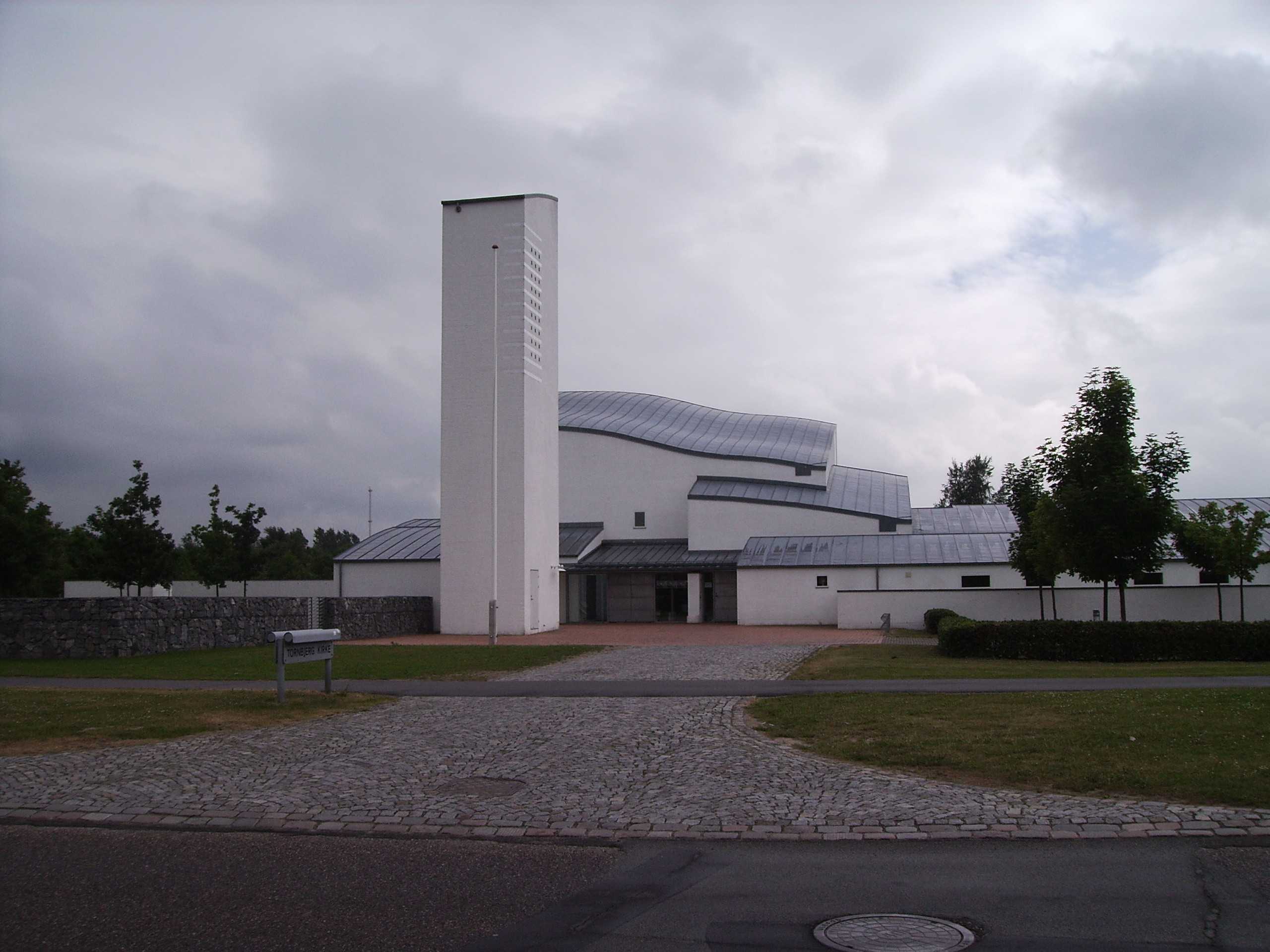
Tornbjerg Kirke

Tornbjerg Sogn ist eine Kirchspielsgemeinde (dän.: Sogn) im Südosten der Stadt Odense auf der Insel Fyn (dt.: Fünen) im südlichen Dänemark. Sie entstand am 1. Januar 1992 durch Abspaltung aus dem Fraugde Sogn.
Dieses hatte bis 1970 zur Harde Odense Herred im damaligen Odense Amt gehört, danach zur Odense Kommune im
Fyns Amt, die im Zuge der  Kommunalreform zum 1. Januar 2007 Teil der Region Syddanmark geworden ist.
Von den 182.387 Einwohnern von Odense leben 7014 im Kirchspiel Tornbjerg (Stand: 1. Januar 2023).
Im Kirchspiel liegt die Kirche „Tornbjerg Kirke“.
Nachbargemeinden sind im Nordwesten Sanderum Sogn, im Nordosten Åsum Sogn, im Osten Fraugde Sogn, im Süden Højby Sogn und im Westen Hjallese Sogn.